# Istanbul Financial Center
Het Istanbul Financial Centre (IFC) is een zakendistrict dat banken, autonome openbare instellingen, multinationale bedrijven en hun gerelateerde backoffices en dienstverlenende bedrijven bedient. Gelegen aan de Aziatische kant van Istanbul, probeert de IFC verschillende financiële instellingen, diensten en infrastructuren binnen een aangewezen gebied te consolideren om samenwerking, efficiëntie en groei binnen de financiële sector te bevorderen.
Het Istanbul Financial Center, dat ongeveer 100.000 werknemers in dienst heeft, bestaat onder meer uit kantoren, winkelcentra, hotels en conferentiecentra.

## Ontwikkeling
Het concept van het Istanbul Financial Center ontstond begin jaren 2000 als onderdeel van de bredere economische visie van Turkije om zijn status in de mondiale financiële arena te verhogen. Het project kwam in een stroomversnelling met de formele aankondiging door de Turkse regering in 2009, waarmee zij blijk gaf van haar toewijdign om Istanbul om te vormen tot een belangrijk financieel centrum. Daaropvolgende wetgevende maatregelen en aanzienlijke investeringen werden gedaan om het project vooruit te helpen.
In 2023 vond de openingsceremonie van het Istanbul Financial Center plaats met deelname van de president van Turkije.

## Ligging
Het Istanbul Financial Centre, gelegen in de wijk Ataşehir aan de Anatolische kant van Istanbul, geniet een strategische locatie met gemakkelijke toegang tot zowel binnenlandse als internationale markten. Het gebied profiteert van transportverbindingen, waaronder snelwegen en openbaarvervoernetwerken, evenals de nabijheid van de internationale luchthaven Sabiha Gökçen, waardoor de connectiviteit voor bedrijven en professionals wordt vergemakkelijkt.

## Onderdelen
Het Istanbul Financial Centre bestaat uit verschillende componenten die zijn ontworpen om diverse financiële activiteiten en diensten te huisvesten.

### Financiële instellingen
Het centrum herbergt toonaangevende banken van het land, beleggingsondernemingen, vermogensbeheerders en andere financiële instellingen en biedt een uitgebreid scala aan bank-, investerings- en adviesdiensten.

### Regelgevende instanties
Regelgevende instanties zoals het Banking Regulation and Supervision Agency (BRSA) en de Türkiye Cumhuriyet Merkez Bankası (TCMB) zijn in het centrum aanwezig om de naleving van de regelgeving te garanderen en de marktintegriteit te behouden.

### Zakelijk district
Het IFC beschikt in het centrum over een moderne zakendistrict dat ultramoderne kantoorruimtes, conferentiefaciliteiten en commerciële voorzieningen biedt om de activiteiten van financiële bedrijven te ondersteunen en samenwerking en netwerken te vergemakkelijken. Als gevolg van de uitdagingen die de COVID-19-pandemie met zich meebracht zijn alle kantoren binnen uitgerust met bedienbare ramen en UV-gefilterde ventilatiesystemen, waarmee een veilige werkomgeving voor de werknemers wordt bevorderd.

### Infrastructuur
Het Istanbul Financial Centre beschikt over een robuuste infrastructuur, waaronder geavanceerde telecommunicatiesystemen en snelle internetverbinding, om te voldoen aan de technologische behoeften van financiële instellingen en bedrijven.

### Recreatiegebieden
Het gebied omvat wooncomplexen, hotels, restaurants en recreatievoorzieningen, waardoor een levendige leefomgeving voor de medewerkers ontstaat en bezoekers worden aangetrokken.

## Vervoer

### Autoweg
Het Istanbul Financial Centre is verbonden met het uitgebreide wegennet van de stad, inclusief belangrijke snelwegen zoals de O-4 en O-2 (onderdeel van de Europese weg E80 en de Aziatische weg 1), die directe verbindingen bieden naar andere delen van Istanbul en daarbuiten. Deze snelwegen bieden toegang voor pendelaars die met de auto of bus reizen.

### Openbaar vervoer
Het centrum wordt bediend door het openbaar vervoerssysteem van Istanbul, inclusief de metro-, bus- en minibusroutes. Metrolijn M4 biedt directe toegang tot het centrum, terwijl de M12 nog in aanbouw is. Bovendien verbinden talloze bus- en minibusroutes het centrum met verschillende wijken in Istanbul.

### Internationaal vliegveld
De internationale luchthaven Sabiha Gökçen ligt in de nabijheid van het Istanbul Financial Centre en dient als transportknooppunt voor binnenlandse en internationale vluchten. De luchthaven biedt een breed scala aan binnenlandse en internationale bestemmingen, biedt toegang voor zakenreizigers en vergemakkelijkt de connectiviteit met mondiale financiële centra.